# Tokio-Marathon 2014
| 8. Tokio-Marathon     | 8. Tokio-Marathon                  |
| --------------------- | ---------------------------------- |
| Stadt                 | Tokio, Japan                       |
| Datum                 | 23. Februar 2014                   |
| Distanz               | 42,195 Kilometer                   |
| Sieger                |                                    |
| Männer                | Dickson Kiptolo Chumba (2:05:42 h) |
| Frauen                | Tirfi Tsegaye (2:22:23 h)          |
| ← Tokio-Marathon 2013 | Tokio-Marathon 2015 →              |
| Website               | Offizielle Website                 |

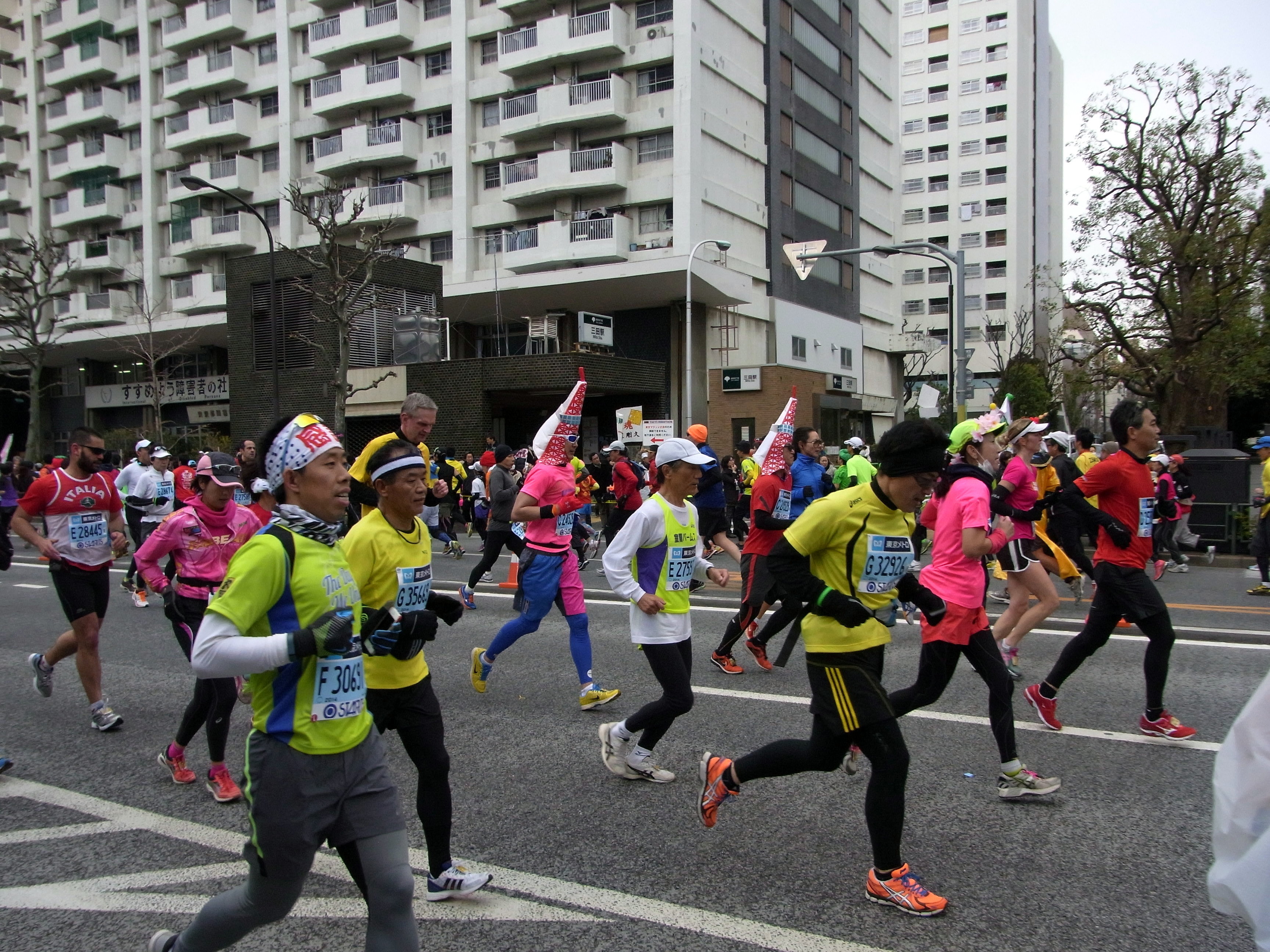
Marathon 2014

Der Tokio-Marathon 2014 (jap. 東京マラソン2014, Tōkyō Marason 2014) war die achte Ausgabe der jährlich in Tokio, Japan stattfindenden Laufveranstaltung. Der Marathon fand am 23. Februar 2014 statt und war der erste des World Marathon Majors des Jahres.
Dickson Kiptolo Chumba verbesserte den Streckenrekord um 1:08 min und blieb auch unter dem Streckenrekord der Vorgängerveranstaltung Tokyo International Men’s Marathon von 2:06:33 h, den Gert Thys 1999 aufgestellt hatte.
Bei den Frauen blieb Tirfi Tsegaye um 3:05 min unter dem alten Streckenrekord.

## Ergebnisse

### Männer
| Platz | Athlet                    | Land      | Zeit (h)      |
| ----- | ------------------------- | --------- | ------------- |
| 01    | Dickson Kiptolo Chumba    | Kenia     | 2:05:42 CR PB |
| 02    | Tadese Tola               | Äthiopien | 2:05:57       |
| 03    | Sammy Kirop Kitwara       | Kenia     | 2:06:30       |
| 04    | Michael Kipkorir Kipyego  | Kenia     | 2:06:58       |
| 05    | Peter Kimeli Some         | Kenia     | 2:07:05       |
| 06    | Geoffrey Kipsang Kamworor | Kenia     | 2:07:37       |
| 07    | Deressa Chimsa            | Äthiopien | 2:07:40       |
| 08    | Kohei Matsumura           | Japan     | 2:08:09 PB    |
| 09    | Kōji Kobayashi            | Japan     | 2:08:51 PB    |
| 10    | Abel Kirui                | Kenia     | 2:09:04       |

### Frauen
| Platz | Athletin          | Land      | Zeit (h)   |
| ----- | ----------------- | --------- | ---------- |
| 01    | Tirfi Tsegaye     | Äthiopien | 2:22:23 CR |
| 02    | Birhane Dibaba    | Äthiopien | 2:22:30 PB |
| 03    | Lucy Wangui Kabuu | Kenia     | 2:24:16    |
| 04    | Caroline Rotich   | Kenia     | 2:24:35    |
| 05    | Janet Rono        | Kenia     | 2:26:03 PB |
| 06    | Albina Majorowa   | Russland  | 2:28:18    |
| 07    | Mai Itō           | Japan     | 2:28:36    |
| 08    | Rika Shintaku     | Japan     | 2:31:15 PB |
| 09    | Manami Kamitanida | Japan     | 2:31:34 PB |
| 10    | Hiroko Yoshitomi  | Japan     | 2:32:38    |